# Liste der Handschriften des altrömischen Chorals
Dies ist eine Liste der Handschriften des altrömischen Chorals.
| Standort                                                      | Typ         | Beschreibung                     | Musikalische Notation | Kommentar/Online-Ressourcen |
| ------------------------------------------------------------- | ----------- | -------------------------------- | --------------------- | --------------------------- |
| London, Ms. Phillipps 16069                                   | Graduale    | 128 ff., 31×19,5 cm, 13 Zeilen   | vorhanden             |                             |
| Rom, Vat. lat.5319                                            | Graduale    | 159 ff., 30×20 cm, 13 Zeilen     | vorhanden             | Online, Literaturübersicht  |
| Rom, Vat. basilic. F. 22                                      | Graduale    | 103 ff., 31×21 cm., 11–12 Zeilen | vorhanden             |                             |
| Rom, Biblioteca Vallicelliana C. 52                           | Graduale    | 166 ff., 23×15 cm., 12 Zeilen    | vorhanden             |                             |
| Rom, Vat. basilic. F. 11                                      | Orationale  | 166 ff., 23×14 cm, 8 Zeilen      | vorhanden             |                             |
| Florenz, Biblioteca Riccardiana 299                           | Sakramentar | 230 ff., 26×16 cm                | vorhanden             |                             |
| Florenz, Biblioteca Riccardiana 300                           | Missale     | 129 ff., 24×16 cm                | vorhanden             |                             |
| Rom, Vat. basilic. F. 18                                      | Missale     | 230 ff., 27×19 cm                | vorhanden             |                             |
| Pontificale der römischen Kurie (12. Jhd.)                    | Ordo        |                                  | vorhanden             |                             |
| Kassel, Landesbibl. Theol., Fol.36                            | Graduale    | Lose Blätter                     | nicht vorhanden       |                             |
| Rom, Biblioteca Vallicelliana B. 8                            | Missale     | 408 ff., 3 5×22 cm               | nicht vorhanden       |                             |
| Rom, Vat. Barberini 560                                       | Missale     | 106 ff., 32,5 × 26 cm            | nicht vorhanden       | Online, Literaturübersicht  |
| Brüssel, Königliche Bibliothek Belgiens 10127–10144 Officium  | Graduale    | 136 ff., 20. 7×13,5 cm           | vorhanden             |                             |
| London, B. Mus.add. 29.988                                    | Antiphonale | 154ff., 28×18 cm, 13 Zeilen      | vorhanden             |                             |
| Rom, Vat. basilic. B. 79                                      | Antiphonale | 198 ff., 35,5×25 cm, 11 Zeilen   | vorhanden             |                             |
| Rom, Vat. basilic. F. 11                                      | Orationale  |                                  | vorhanden             |                             |
| nicht identifiziert (Dom R. Baratta)                          | Diurnale    |                                  | vorhanden             |                             |
| Liber politicus des Kanonikus Benedict (Ordo XI von Mabillon) |             |                                  | nicht vorhanden       |                             |
| Ordo antiphonarium (Ordo XII von Andrieu)                     |             |                                  | nicht vorhanden       |                             |
| Ordo der Ostervespern (Ordo XXVII von Andrieu)                |             |                                  | nicht vorhanden       |                             |
| Antiphonale von Corbie                                        |             |                                  | nicht vorhanden       |                             |